# Satyrus roborovskyi
Satyrus roborovskyi är en fjärilsart som beskrevs av Andrej Nikolajewitsch Avinoff och Sweadner 1951. Satyrus roborovskyi ingår i släktet Satyrus och familjen praktfjärilar. Inga underarter finns listade.